# Montanhas do Azerbaijão
As Montanhas do Azerbaijão cobrem aproximadamente 60% da área terrestre do país. Existem três cadeias de montanhas no território do  Azerbaijão, que são o Grande Cáucaso, o Cáucaso Menor e as Montanhas Talysh. 
A elevação das montanhas centrais dessas três cadeias de montanhas é de aproximadamente 1000 a 2000 metros.  A altura das montanhas do Grande Cáucaso é superior a 2200 metros e o Cáucaso Menor é superior a 2000 metros.
| Cordilheiras no Azerbaijão |                       |                                                     |
| Cordilheiras               | Área de cobertura (%) | Zonas                                               |
| Grande Cáucaso             | 30                    | Contraforte (inferior a 500 metros)                 |
| Grande Cáucaso             | 30                    | Montanhas baixas (500 - 1200 metros)                |
| Grande Cáucaso             | 30                    | Montanha média (1200 - 2200 metros)                 |
| Grande Cáucaso             | 30                    | Montanhas altas (acima de 2200 metros)              |
| Cáucaso Menor              | 22                    | Contraforte (inferior a 500 metros)                 |
| Cáucaso Menor              | 22                    | Montanhas baixas (500 - 1200 metros)                |
| Cáucaso Menor              | 22                    | Montanha média (1200 - 2000 metros)                 |
| Cáucaso Menor              | 22                    | Montanhas altas (acima de 2000 metros)              |
| Montanhas Talysh           | 6                     | Planícies pré-montanhosas (inferiores a 600 metros) |
| Montanhas Talysh           | 6                     | Montanhas baixas (600 – 1000 metros)                |
| Montanhas Talysh           | 6                     | Montanha média (1000 – 2500 metros)                 |

A região do Grande Cáucaso forma as fronteiras do nordeste do Azerbaijão com a República Autônoma do Daguestão da Rússia. Bazarduzu, Shahdagh, e Tufandag são os picos altos da cordilheira. O pico mais alto do Grande Cáucaso é Monte Bazarduzu, localizado a 14662 pés (4466 metros) acima do nível do mar, também é o ponto mais alto do Azerbaijão. As montanhas do Grande Cáucaso estão localizadas na região de alto nível de atividade sísmica. As montanhas são formadas por rochas que remontam aos períodos Jurássico e Cretáceo.
A Cáucaso Menor é a segunda importante cordilheira do Azerbaijão e forma suas fronteiras sudoeste. Monte Murove e Monte Zanguezur são as principais cordilheiras do Cáucaso Menor. São formadas por rochas sedimentares e vulcanogênicas dos períodos Cretáceo e Jurássico.
As Montanhas Talysh cobrem a parte sudeste do Azerbaijão e fazem parte de sua fronteira com o Irã.

## Montanhas do Grande Cáucaso

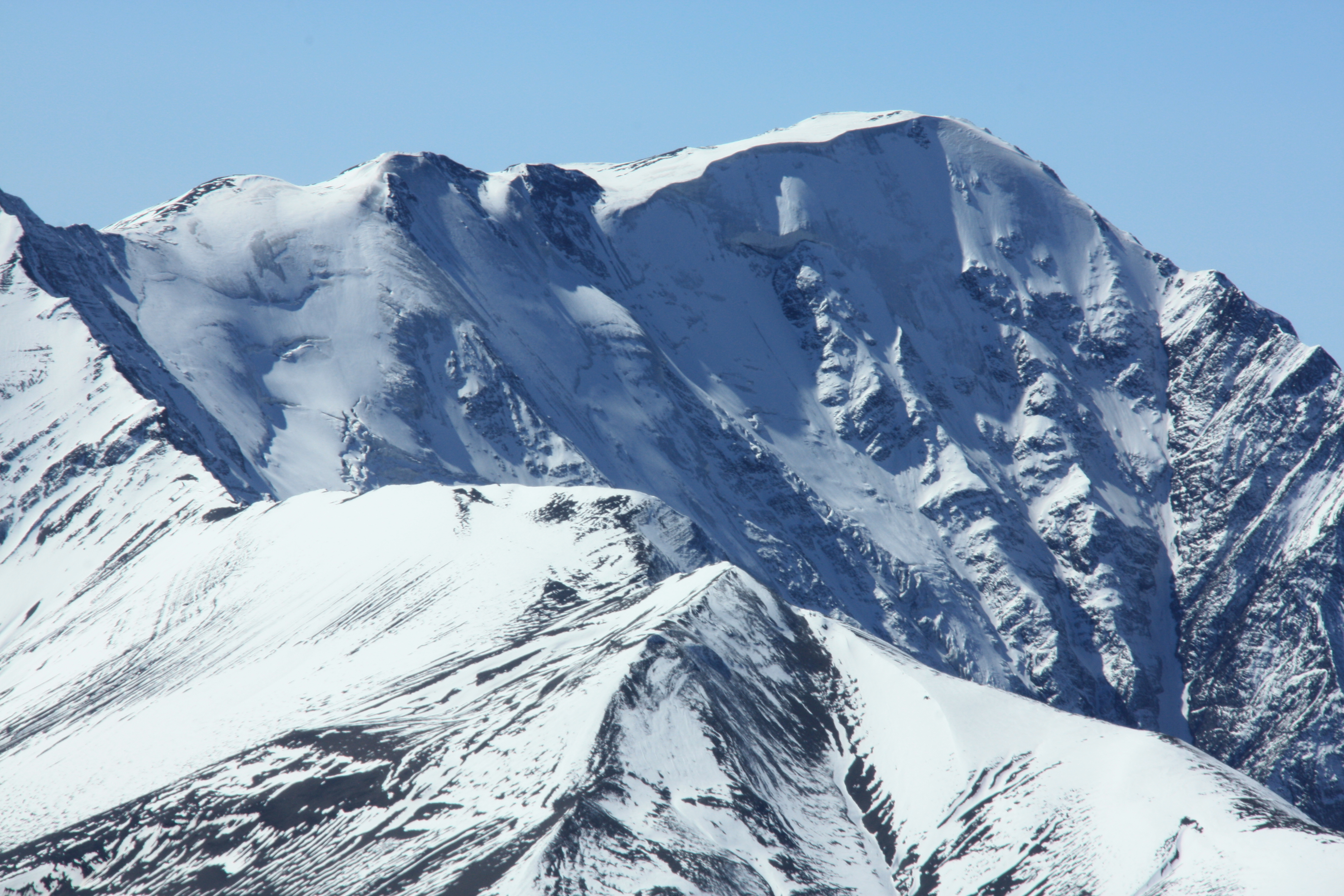
Bazarduzu (Azerbaijani Bazardüzü) - é a montanha mais alta do Azerbaijão (4466 m)

### Bazarduzu
O pico mais alto do Grande Cáucaso, Monte Bazarduzu, é a montanha mais alta do Azerbaijão. Encontra-se nas fronteiras entre Azerbaijão e Rússia. As rochas do Monte Bazarduzu são formadas por porfirias de xisto. Os campos de gelo que consistem em geleiras da idade do gelo na montanha são as maiores geleiras do Cáucaso Oriental.
A primeira pessoa que escalou o Monte Bazarduzu foi Aleksej Aleksandrov da Rússia em 1847.

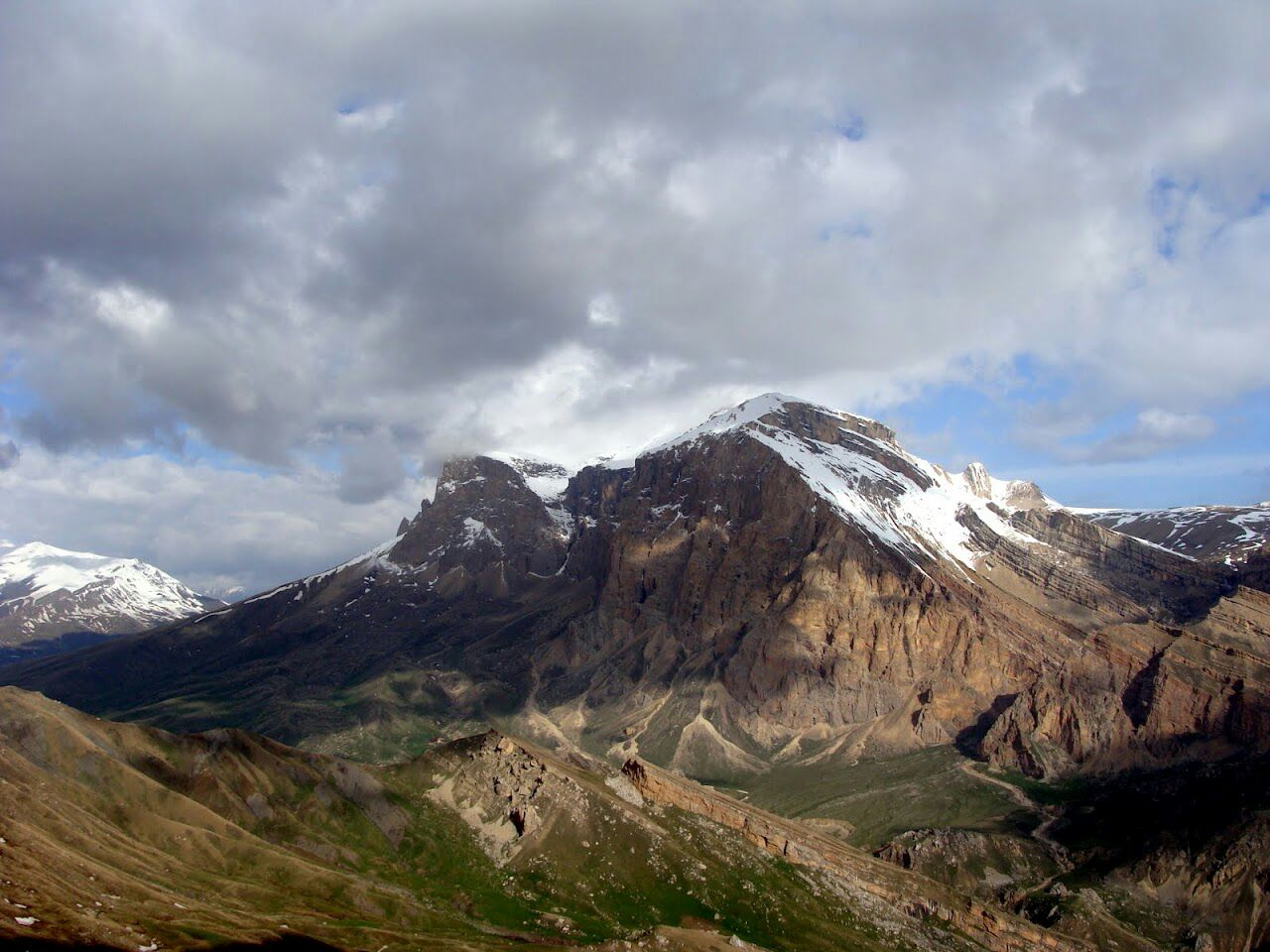
Monte Shahdagh

### Shahdagh

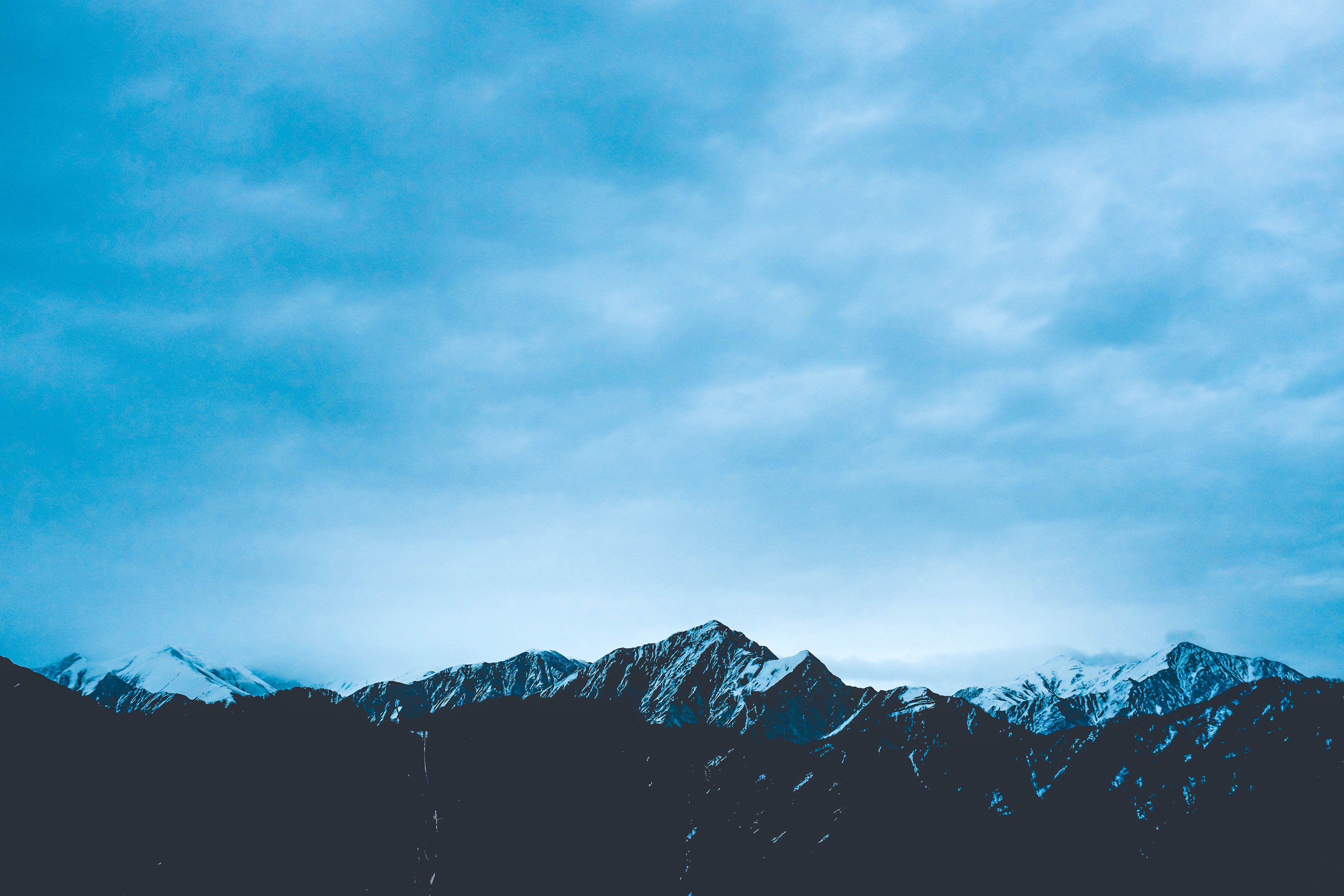
[https://www.worldatlas.com/articles/tallest-mountains-in-azerbaijan.html Monte Tufandag

A elevação do Monte Shahdagh é de 4243 m (13951 pés), que é o segundo pico mais alto do Grande Cáucaso. A montanha está localizada perto da fronteira com a Rússia,  na região de Qusar do Azerbaijão.  Existem cavernas na base do Monte Shahdagh, que mostram atividades artificiais ao redor da montanha há mais de 9000 anos. As rochas da montanha são formadas por dolomitas e calcários. Rússia - fronteira Qusar

### Tufandag
É a terceira montanha mais alta do Azerbaijão, com uma altura de 13770 pés (4191 m). O Monte Tufandag encontra-se na região de Qusar.
| Lista de montanhas do Grande Cáucaso |                   |              |                         |
| Nome                                 | Nome original     | Elevação (m) | Região                  |
| Bazarduzu                            | Bazardüzü         | 4466         | Fronteira Russo - Qusar |
| Shahdagh                             | Şahdağ            | 4243         | Qusar                   |
| Tufandag                             | Tufandağ          | 4191         | Qusar                   |
| Bazaryurd                            | Bazaryurd         | 4126         | Qusar e Gabala          |
| Yarudag                              | Yarıdağ           | 4116         | Qusar                   |
| Chingiz Mustafayev                   | Çingiz Mustafayev | 4062         | Guba                    |
| Ilham Peak                           | İlham zirvəsi     | 4042         | Qusar                   |
| Heydar Peak                          | Heydər zirvəsi    | 3751         | Qusar                   |
| Khinalig                             | Xınalıq           | 3713         | Guba                    |
| Ragdan                               | Raqdan            | 4020         | Gabala                  |
| Babadag                              | Babadağ           | 3629         | Ismayilli               |
| Atatürk                              | Atatürk           | 3759         | Guba                    |
| Olympia Peak                         | Olimpiya zirvəsi  | 3455         | Qusar                   |
| Ateshgah                             | Atəşgah           | 2151         | Guba                    |
| Gizil Gaya                           | Qızıl Qaya        | 3726         | Guba                    |

## Montanhas do Cáucaso Menor

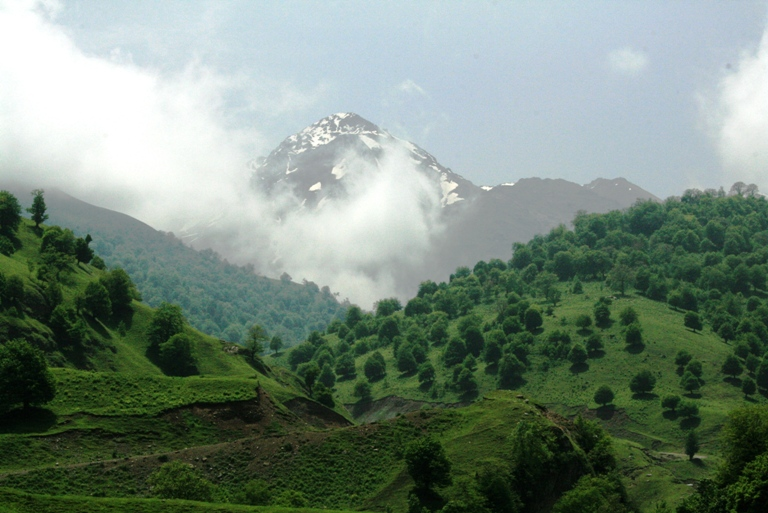
Monte Murove

### Murove
Dentro do Cáucaso Menor, o mais alto cume da montanha é o monte Murove. O alcance da montanha é de aproximadamente 70 quilômetros.

#### Gamishdag

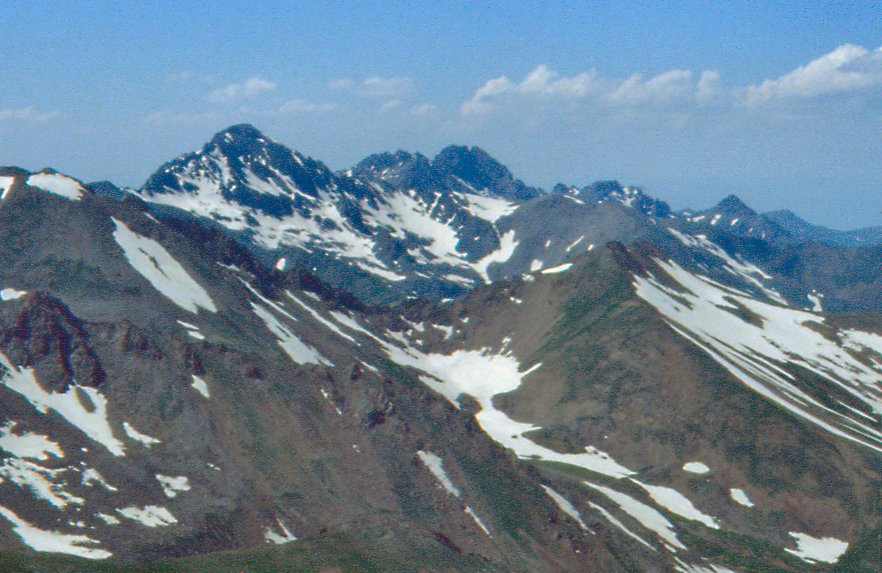
Monte Caputejul

O pico mais alto da cordilheira de Murove é Gamixe e sua altitude é de 3724 metros.

### Zanguezur
A Montanhas Zanguezur faz fronteira com o pico Aghdaban no noroeste e o rio Araz no sudeste. O alcance da cordilheira de Zanguezur é de aproximadamente 130 quilômetros. Nas partes central e sudeste da cordilheira, existem picos  Gamigaya, Caputejul, Garangush, Davabouynu, Aychingil. Montanhas proeminentes da cordilheira de Zanguezur são Nahajir, Alinja, Ilandag, Gurddag, e Montanhas Gizilboghaz.

#### Caputejul
O Caputejul é o pico mais alto da cordilheira de Zanguezur e a montanha mais alta do Cáucaso Menor. A altura da montanha é de 3904 metros. Está na região de Ordubad de Nakhchivan. Há antigas inscrições Gamigaya nas rochas que estão na parte inferior da montanha.

### Alinja

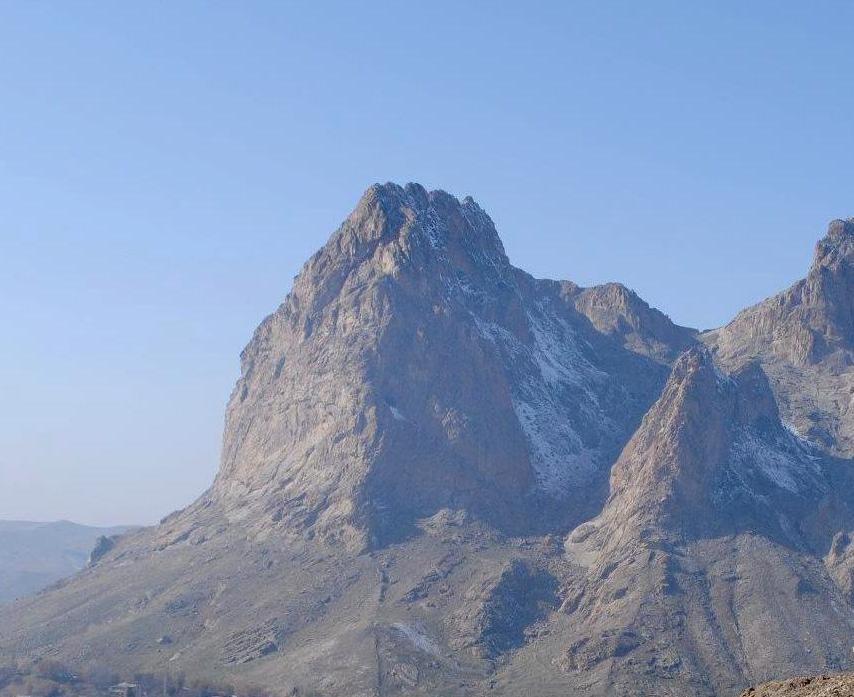
Monte Alinja

O Monte Alinja está localizado em região de Julfa de Nakhchivan, na margem do rio com o mesmo nome que a montanha. A elevação do Monte Alinja é 1811 metros. Tem origens vulcânicas.
| Lista de montanhas do Cáucaso Menor |               |              |                                  |
| Nome                                | Nome original | Elevação (m) | Cume                             |
| Caputejul                           | Qapıcıq       | 3904         | Zanguezur                        |
| Dali                                | Dəlidağ       | 3616         | Garabagh vulcânico terras altas  |
| Gamixe                              | Gamışdağ      | 3724         | Murove                           |
| Capaz                               | Kəpəz         | 3066         | Murove                           |
| Gosgar                              | Qoşqar        | 3361         | Murove                           |
| Hinal                               | Hinaldağ      | 3367         | Murove                           |
| Guizilbogaz                         | Qızılboğaz    | 3581         | Garabague vulcânico terras altas |
| Boiuque Ixigli                      | Böyük Işıqlı  | 3550         | Garabague vulcânico terras altas |
| Alinja                              | Əlincə        | 1811         | Zanguezur                        |

## Montanhas Talysh

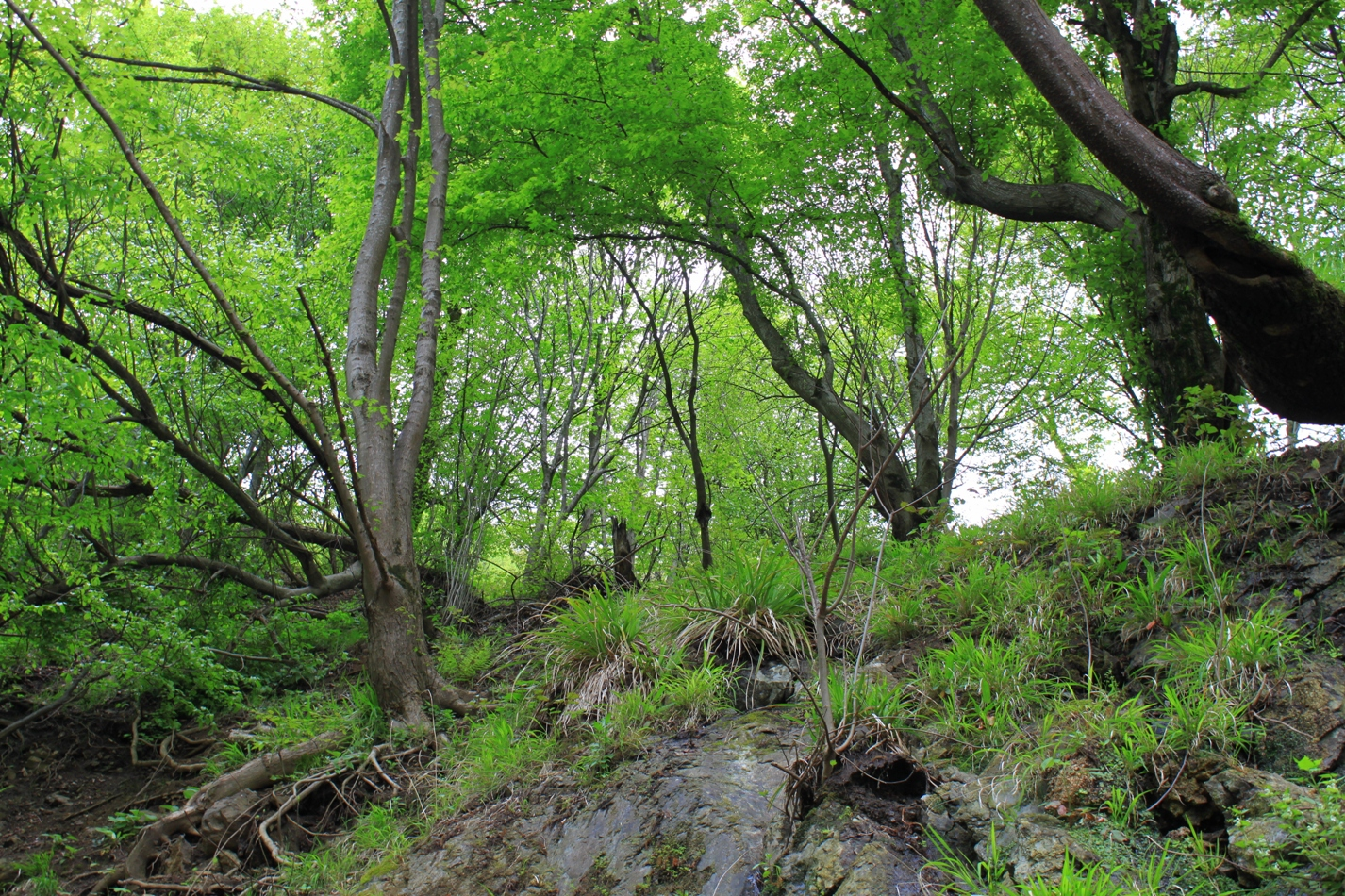
Montanhas Talysh em Masalli, Azerbaijão.

As Montanhas Talysh estão localizadas no sudeste do Azerbaijão. Há três cordilheiras nas montanhas Talysh, que de elevações atingem 2477 metros. Elas são Talysh, Burovar e Peshteser. Existem poucos picos de altura acima de 3000 metros (10000 pés). As rochas das montanhas se originaram das rochas vulcânicas e carbonatos que datam dos períodos Jurássico, Cretáceo e Paleogeno.

### Kyumyurkyoy
O pico mais alto das montanhas Talysh é o Monte Kyumyurkyoy (2493 metros).

### Gizyurdu
O Monte Gizyurdu é o segundo pico mais alto das montanhas Talysh, com uma altura de 2433 metros.
| Lista dos picos mais altos das montanhas Talysh |               |              |
| Nome                                            | Nome original | Elevação (m) |
| Kyumyurkyoy                                     | Gömürgöy      | 2493         |
| Gizyurdu                                        | Qızyurdu      | 2433         |

## Outras montanhas

Monte Goyazan

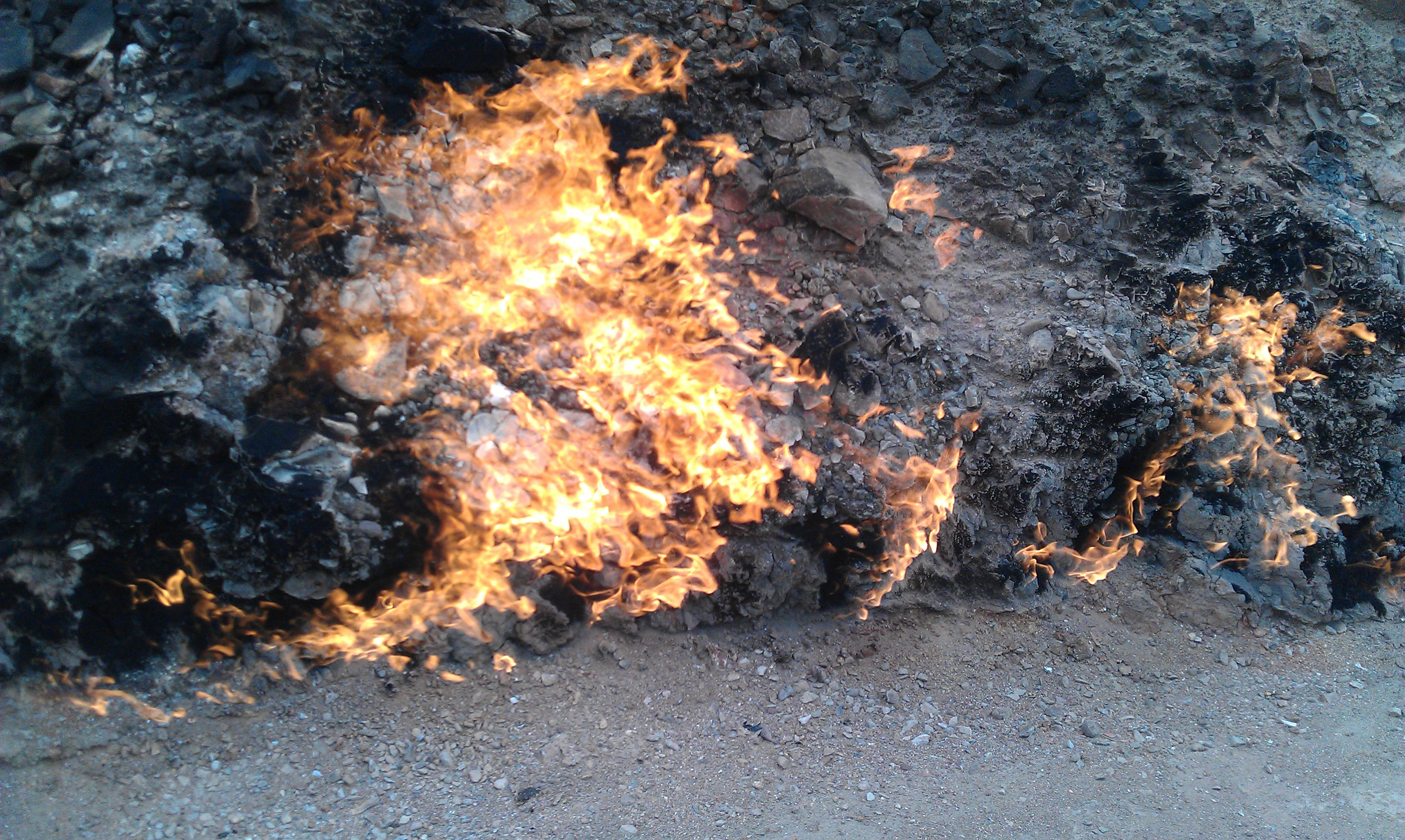
Yanar Dag

### Monte Goyazan
A elevação do Monte Goyazan está localizada a 20 quilômetros do distrito de Qazakh do Azerbaijão. Sua elevação é de 250 metros. A montanha tem origem vulcânica e não está conectada a nenhuma cadeia de montanhas. Na parte inferior da montanha, existem habitações antigas.

### Yanar Dag
Yanar Dag está localizada a 27 quilômetros de distância de Baku. Na superfície de Yanar Dag, existem incêndios de gás natural que incendeiam continuamente, e sua altura atinge de 10 a 15 metros.
A reserva histórico-cultural e natural foi estabelecida no território de Yanar Dag pelo decreto presidencial de 2 de maio de 2007.

## Galeria

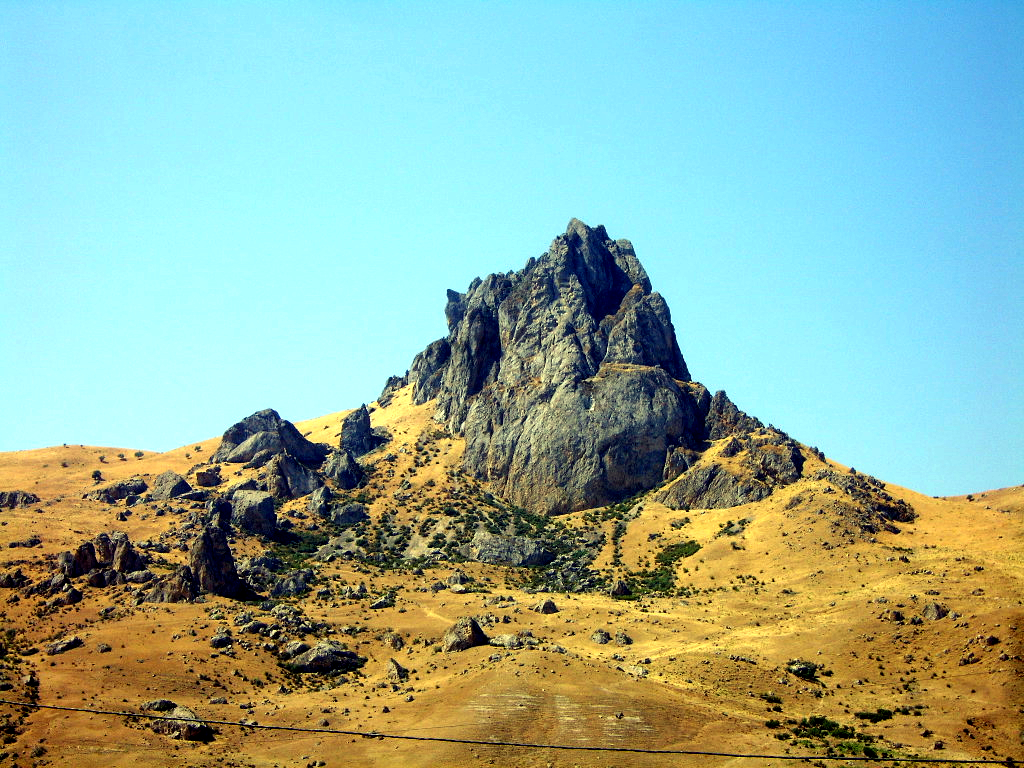
Monte Beshbarmag
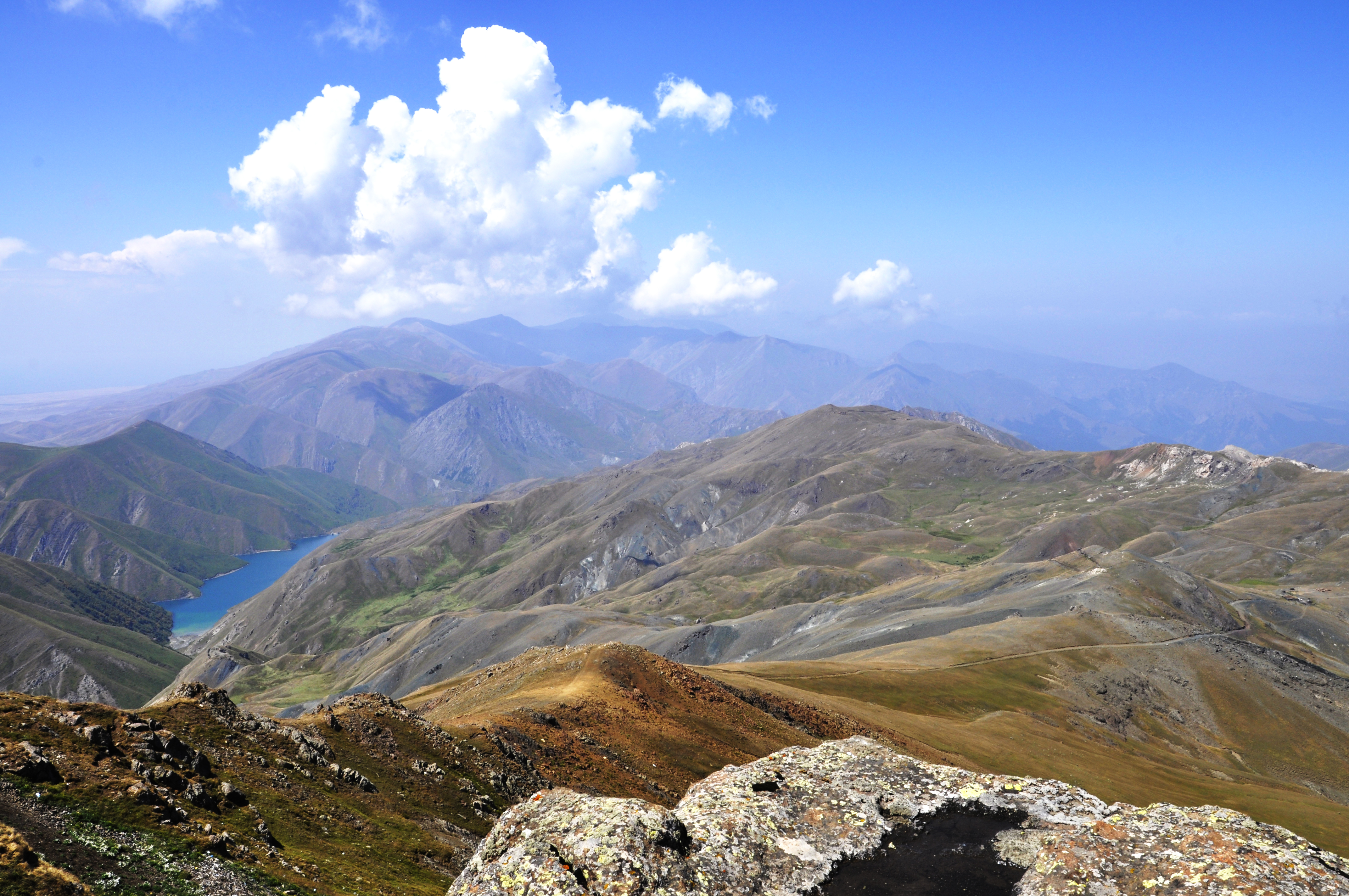
Hinaldag
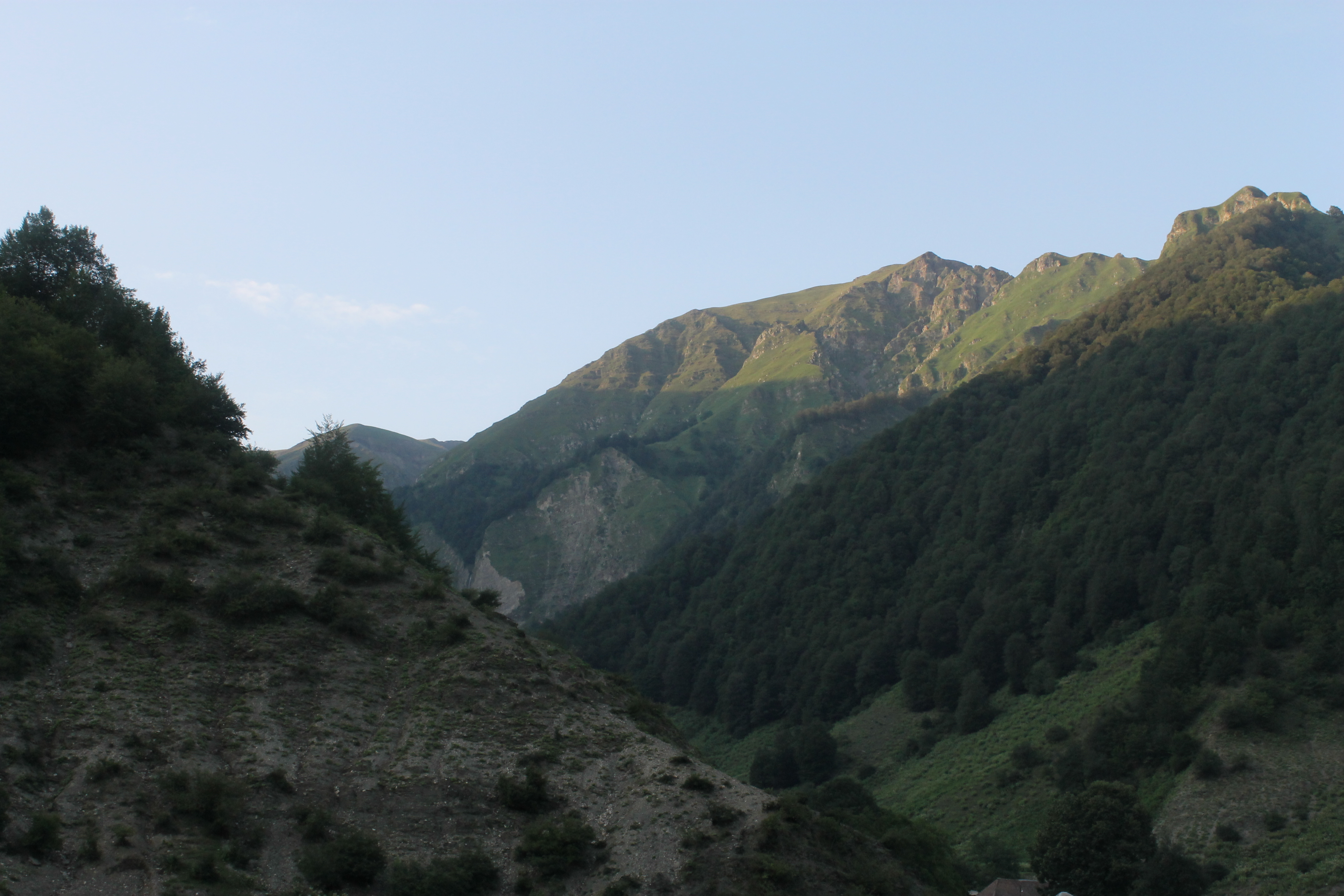
Montanhas de Gabala
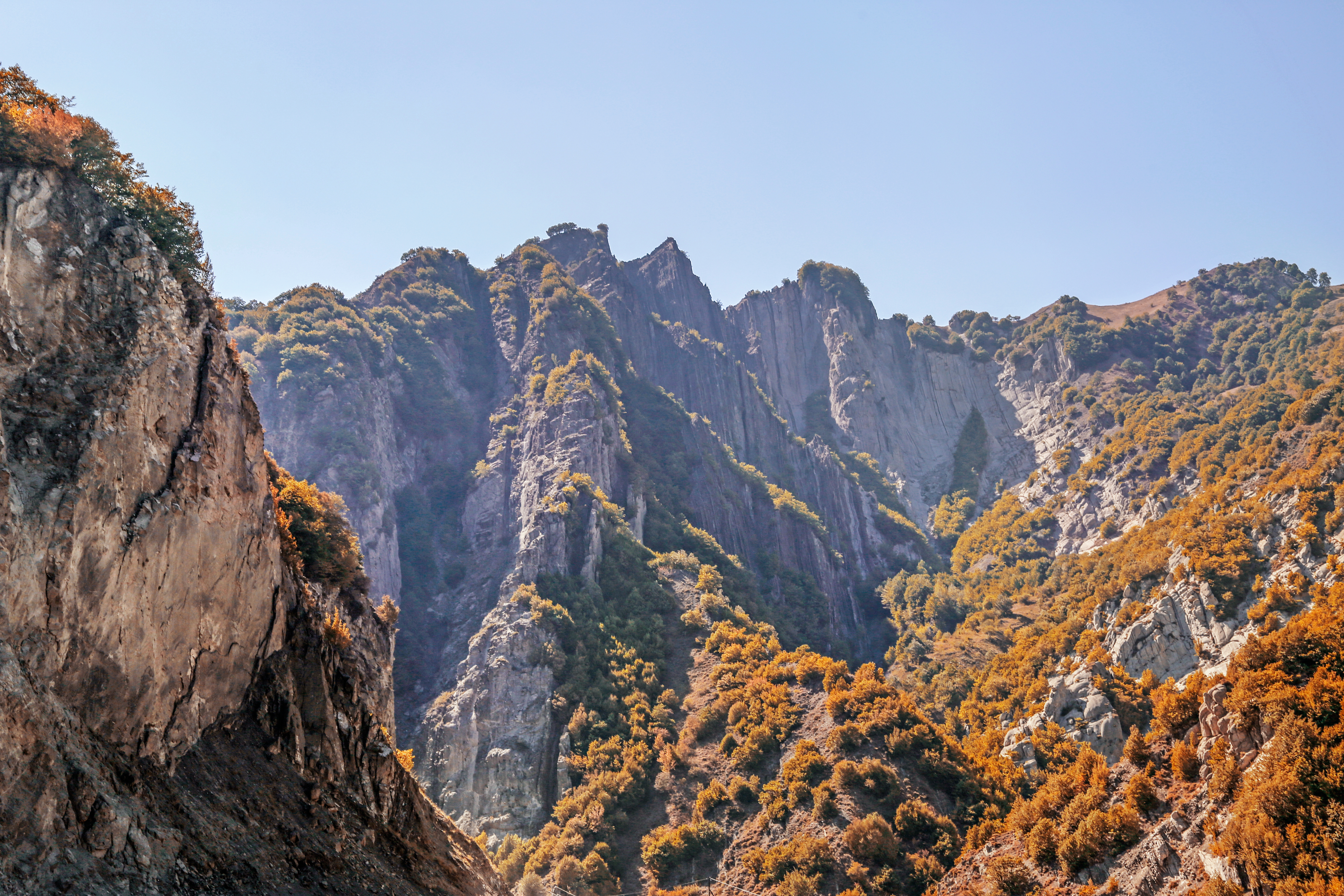
Montanhas em Lahic, Ismayilli
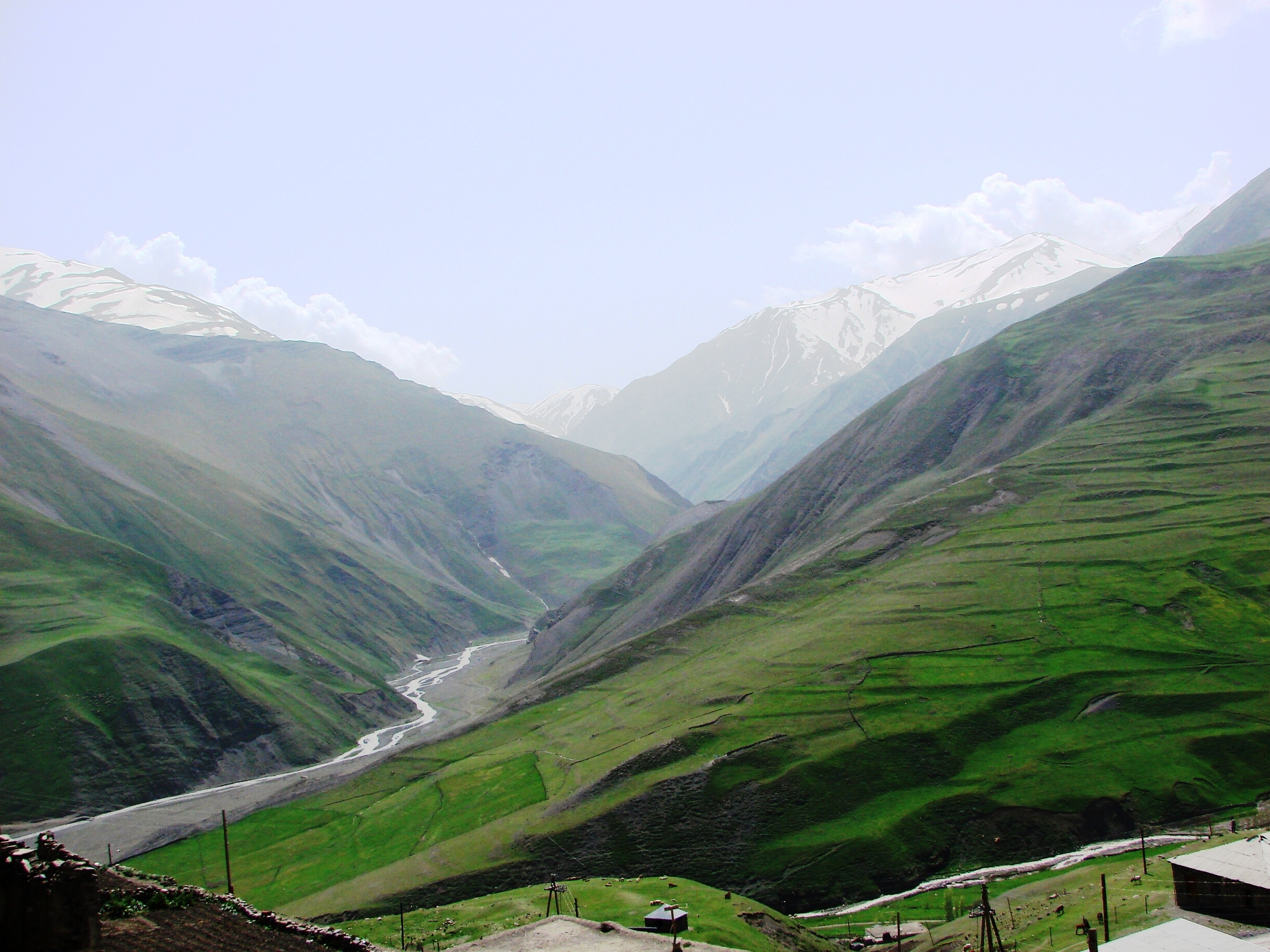
Montanhas em Khinalig
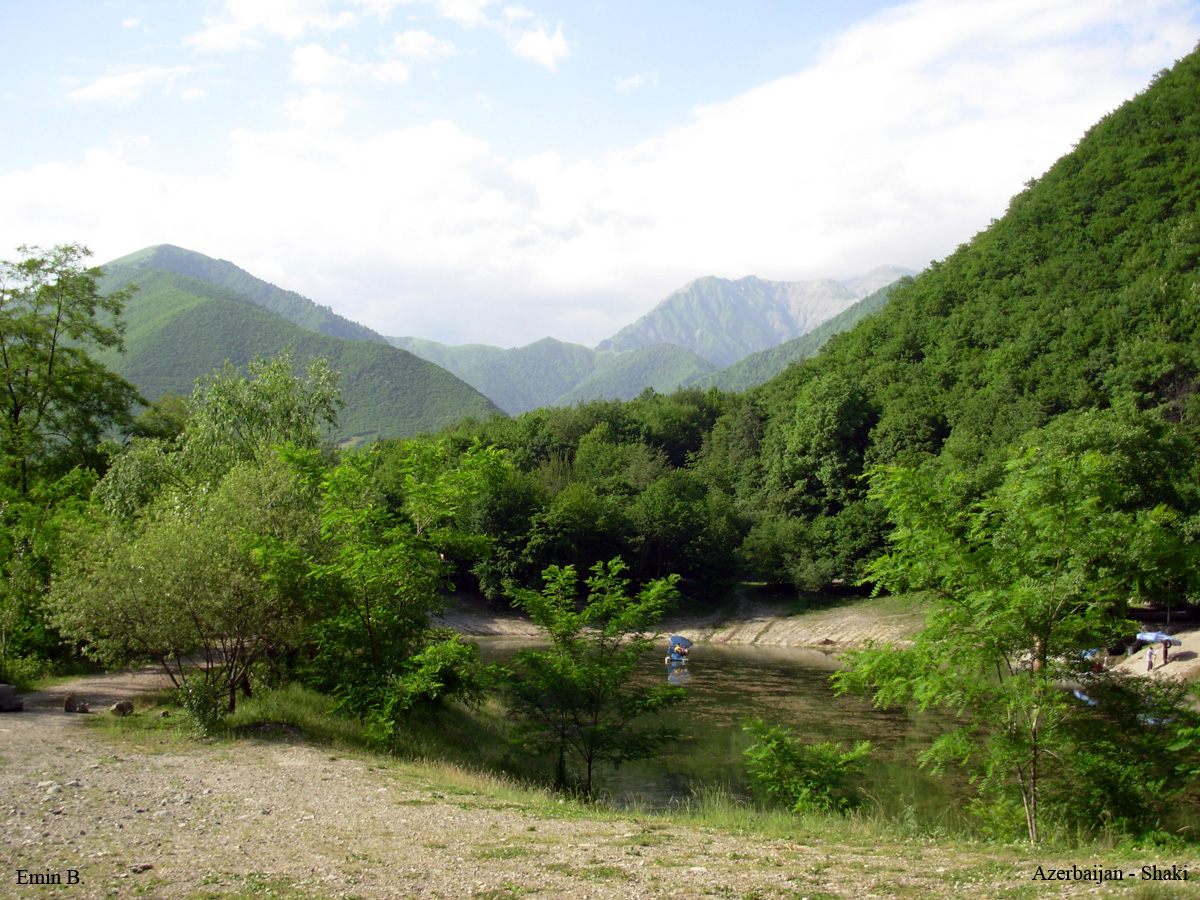
Montanhas em Shaki